# Can Colomer (Tarrasa)
Can Colomer es una masía del municipio de Tarrasa (Vallés Occidental) protegida como Bien Cultural de Interés Local. Está situada al noroeste de la ciudad, fuera de la trama urbana, cerca del km 1,6 de la B-122, o carretera de Rellinars, y del barrio del Poblenou, a poca distancia del torrente de Can Colomer, o torrente Medianero de Can Amat, emisario de la Riera del Palau. La masía se encuentra en terrenos del Parque Agroforestal de Tarrasa.
Al este de la masía, más allá de la casa de Mon Repòs, hay los restos del antiguo tejar de Can Colomer, incluido en el Inventario del Patrimonio Arquitectónico de Cataluña, y del tejar Benaiges. Al suroeste de la casa, junto al torrente, hay los restos del roble de Can Colomer, árbol declarado de interés local, que había llegado a ser uno de los tres robles más grandes del Vallés Occidental. Se desplomó debido a un fuerte viento al final del año 2014 y se taló para hacer leña, pero actualmente vuelve a estar en pie en memoria de todos aquellos acontecimientos.

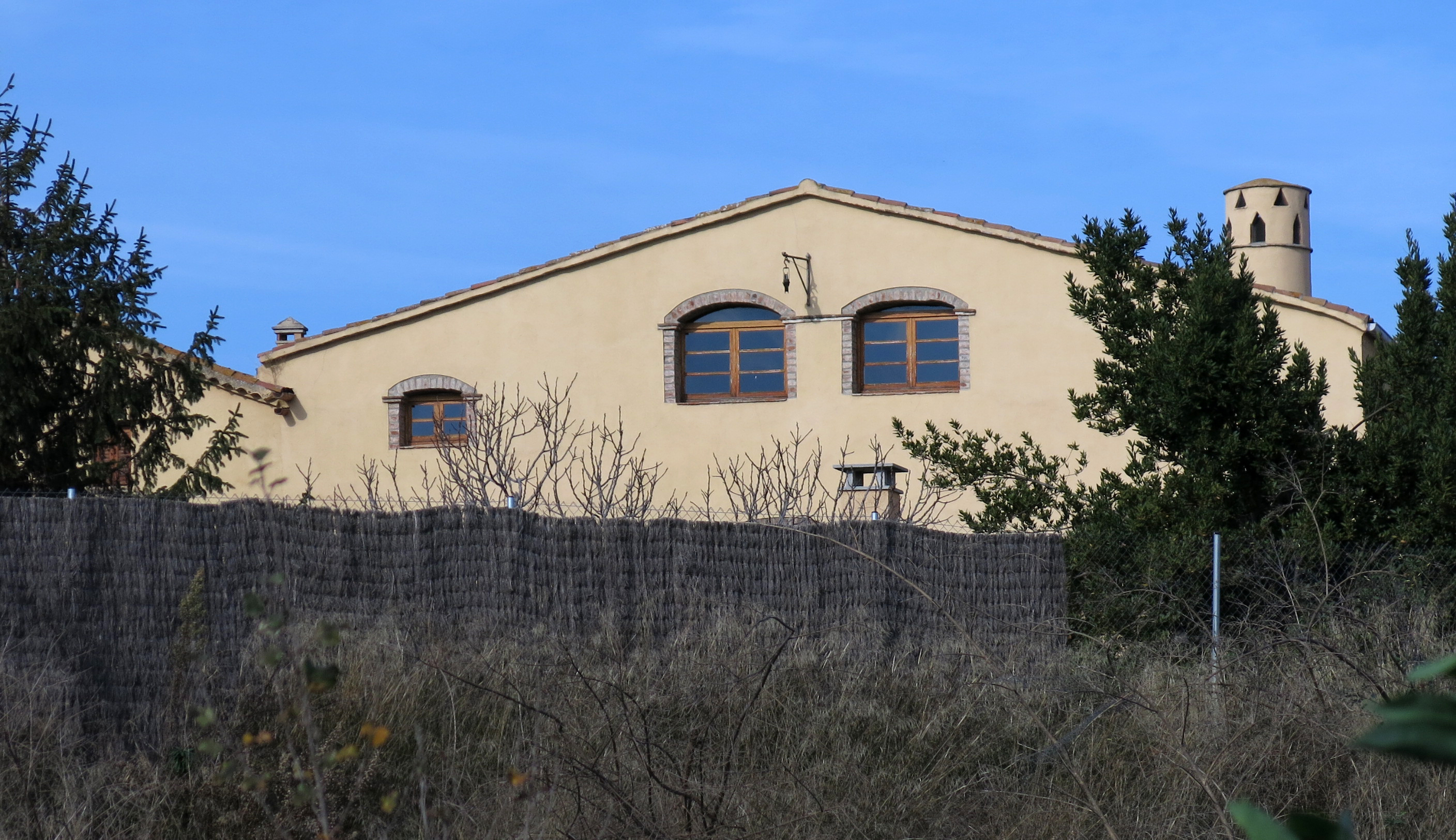
Parte superior de la fachada sur, vista desde la carretera

## Descripción
El edificio principal es de planta rectangular con la cubierta a dos vertientes, a la cual se le han añadido plantas adosadas que se podían usar como graneros, una torre de aguas y un muro de valla en el camino de acceso, además de otros edificios. La masía consta de tres plantas, mientras que los otros edificios adyacentes tienen dos o sólo una.

## Urbanización de Can Colomer
En terrenos de Can Colomer hay en proyecto una urbanización residencial que conformará uno de los nuevos barrios de la ciudad.

## Galería de imágenes

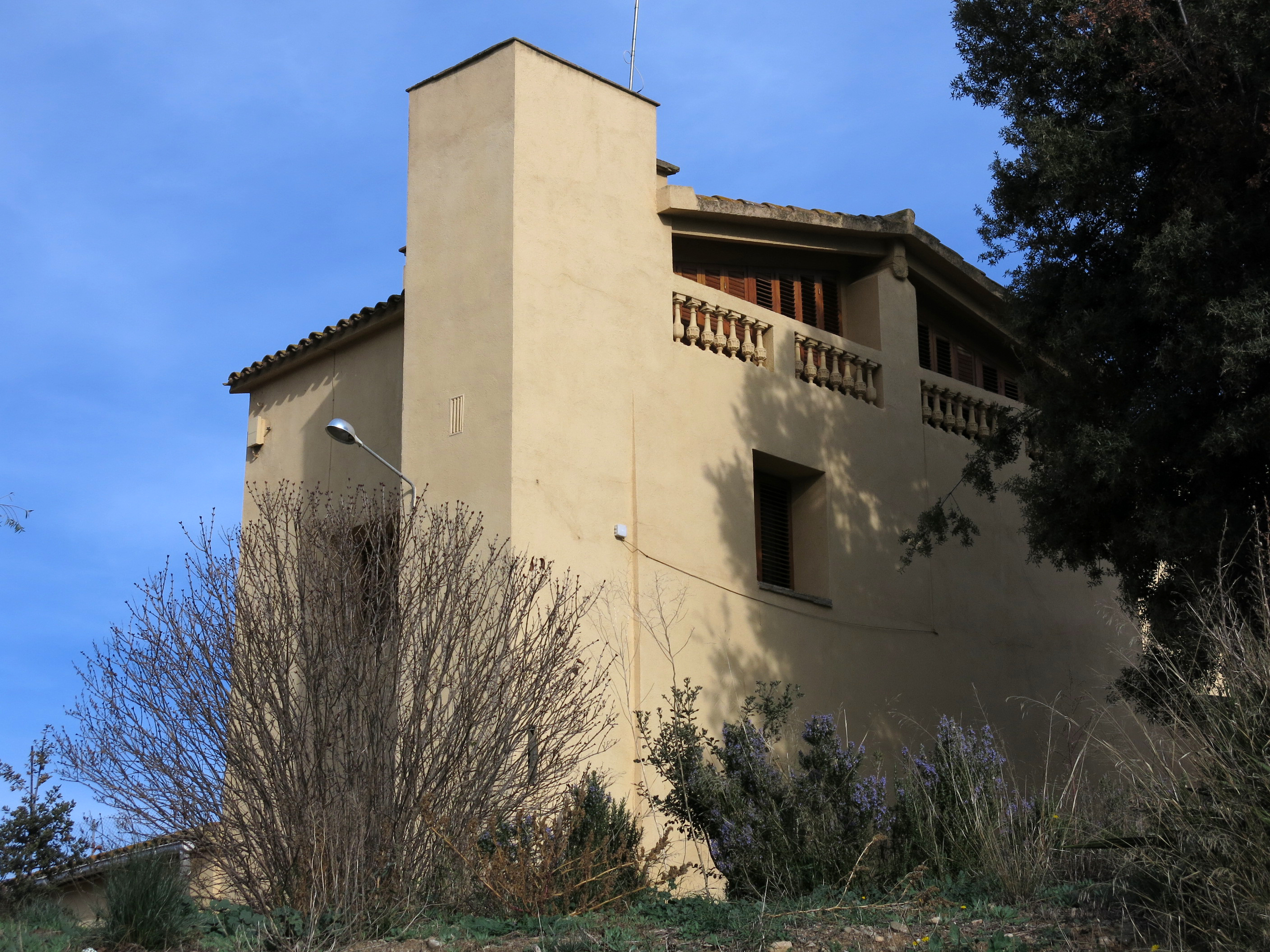
Masía de Can Colomer, ángulo sudoeste.
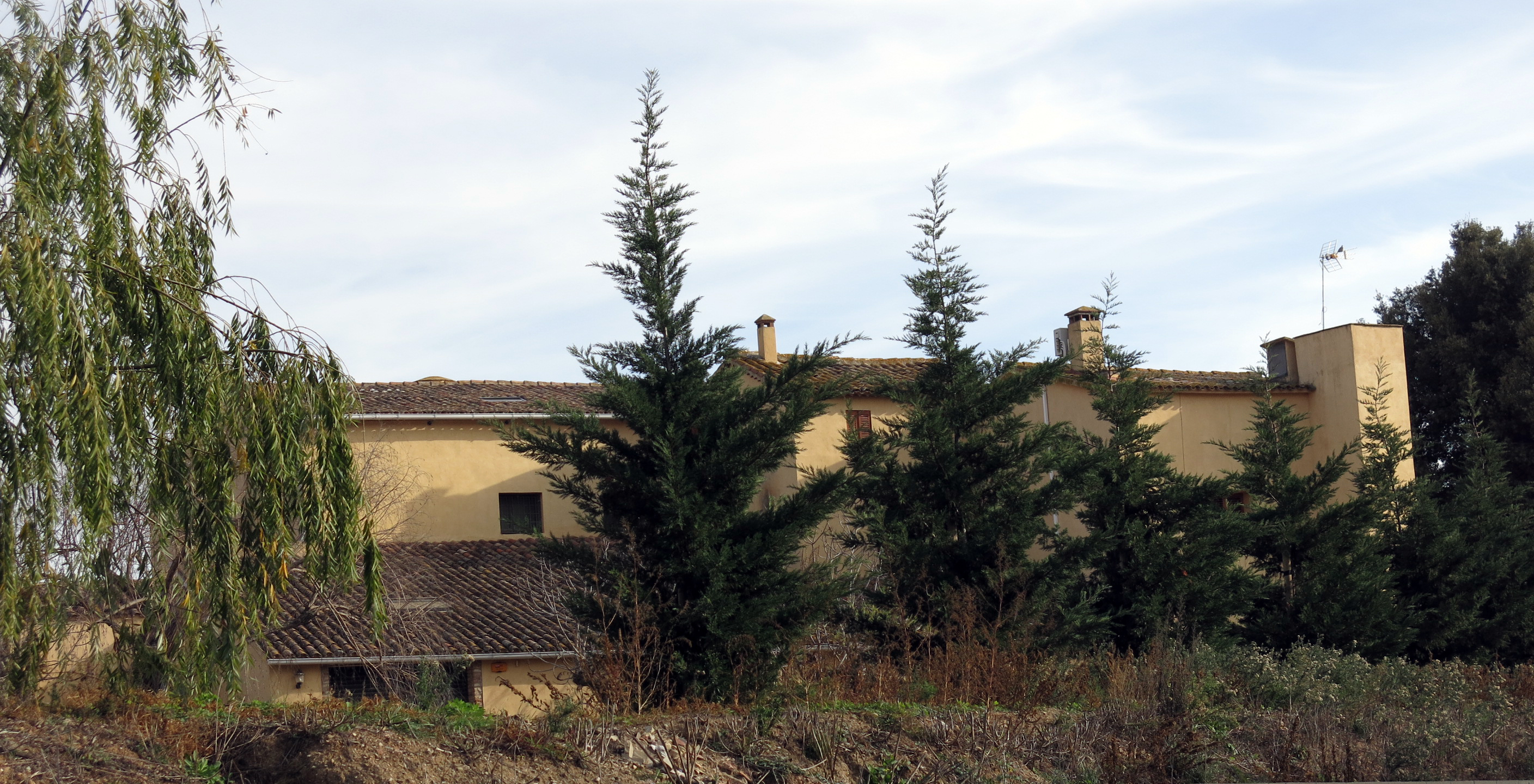
Masía de Can Colomer, fachada oeste.
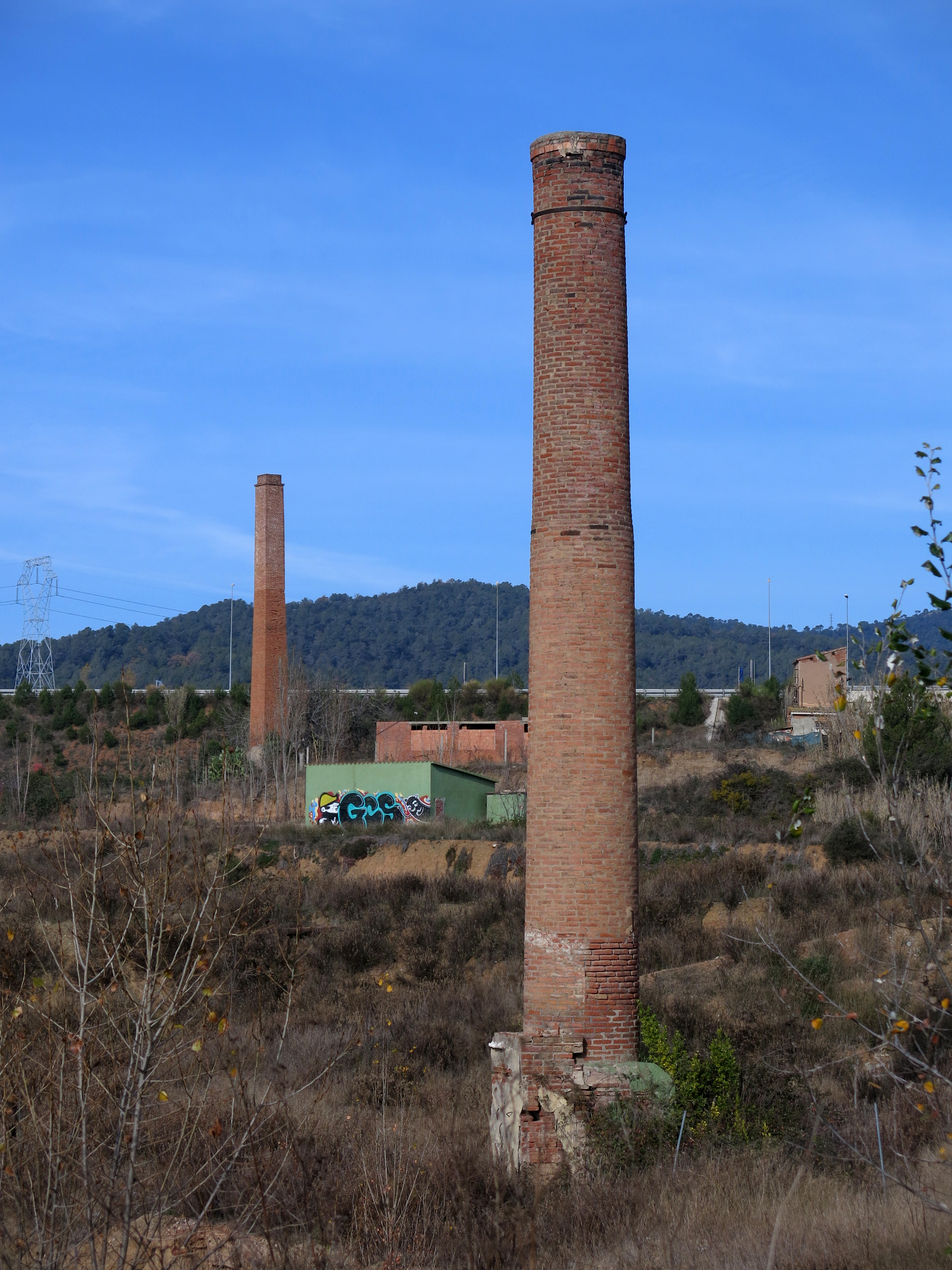
Chimenea del tejar de Can Colomer, al fondo el tejar Benaiges.
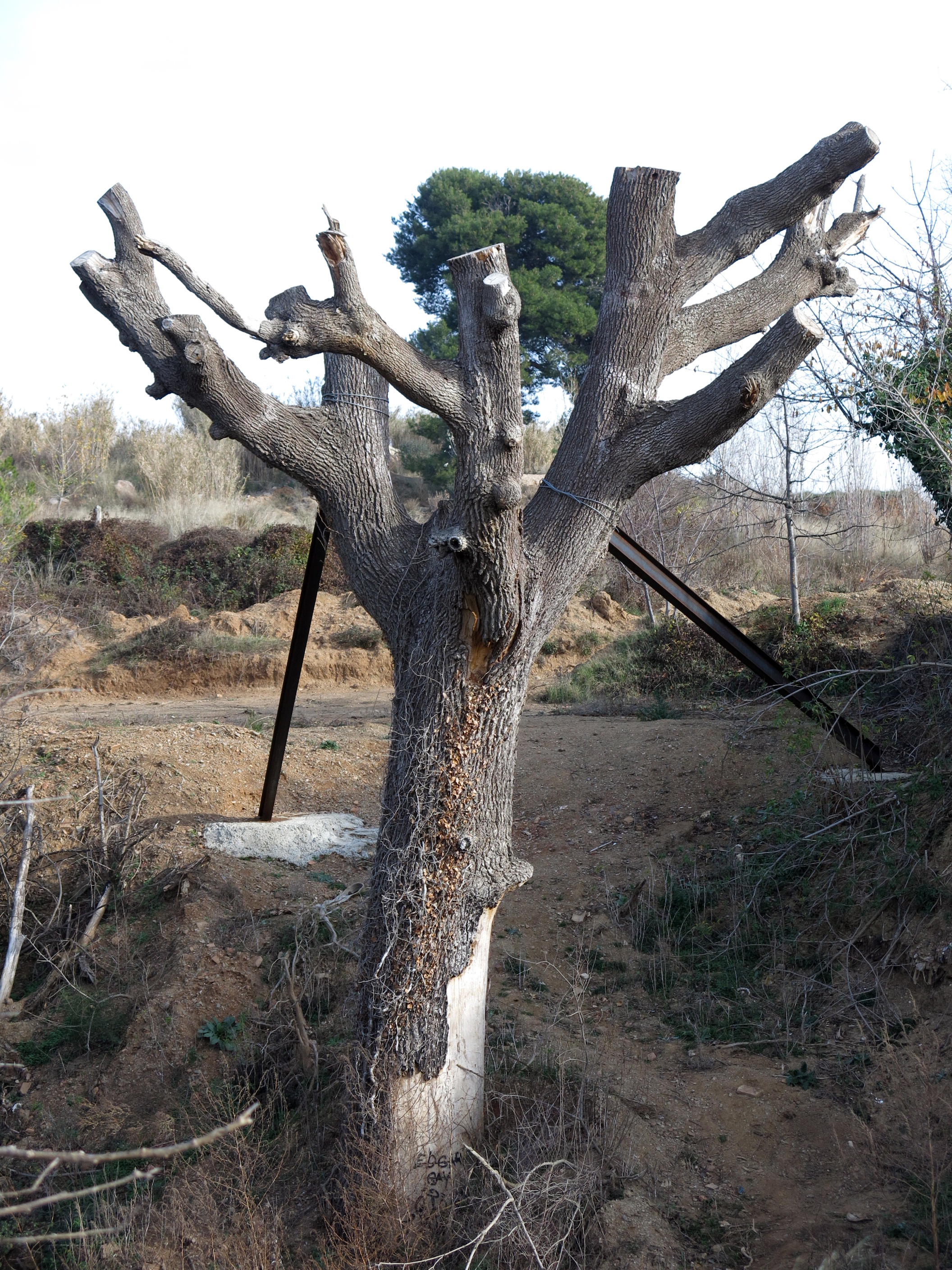
Roble de Can Colomer.